# 올리버 플런켓
올리버 플런켓(아일랜드어: Oilibhéar Pluincéid) (1625년 11월 1일- 1681년 7월 1일)은 아마주의 대주교이자 아일랜드 전체의 대주교이며 구교도 음모 사건의 마지막 희생자 이기도 하다. 올리버 플런켓은 1920년에 시복,1975년에 시성됨에 따라 약 700년 동안의 첫 아이리시 성인이 되었다.
올리버 플런켓은 1625년 11월 1일 아일랜드 미스주 로우크루의 부유한 가정에서 태어났다(초기의 전기 작가들은 그의 생일은 1629년 11월 1일이라고 표기하였지만 1930년대부터 그의 출생년도를 1625년으로 통일함). 제임스 플런켓(1595년 사망)의 손자로서 올리버 플런켓은 많은 토지를 소유한 가족들과 연관이 되어있다. 예를 들어 최근에 귀족이 된 로스콤몬 백작과 핑걸 백작 ,라우스 귀족, 던사니 귀족 등이 있다. 올리버는 16살이 될때까지 그의 사촌인 패트릭 플런켓(더블린 성 마리 교회 수도원장)과 루크 플런켓(첫 핑걸 백작이자 성공적으로 미스주와 Ardagh의 주교로 됨) 형제에게로부터 교육을 받았었다. 사제들로부터 영향을 받아 그는 1647년 로마로 향하여 로마 예배당의 Pierfrancesco Scaramp의 보살핌을 받았다. 이 때 아일랜드 동맹 전쟁은 더욱 격렬해졌다. 이 전쟁은 주로 아일린드 가톨릭, 영국과 아일랜드 성공회교도, 신교도 사이의 충돌이다. Scarampi는 아일랜드 맹방으로 알려진 가톨릭 운동의 사절이었다. 플런켓의 여러 친척들은 이 조직에 속했었다.

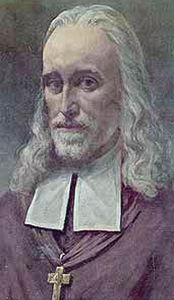
올리버 플런켓의 초상화

올리버는 로마에 있는 아이리시 학교에 입학하여 유능한 학생으로 인정받았다. 1654년 사제로 임명받고 또 아이랜드 주교로부터 로마에서 대리인으로 활동할 수 있도록 위임받았다. 동시에 아일랜드의 크롬웰 전쟁(1649-53)에서 가톨릭이 패배하며 천주교의 공적행위가 금지되고 성직자들은 처형당했다. 그 결과, 올리브는 수 년간 아일랜드로 돌아가지 못했다. 그는 로마에 남기를 청원하며 1657년 신학 교수가 되었다. 영연방 있는 ￼￼아이리시 학교￼￼에 입학하여 유능한 학생으로 인정받았다. 1654년 사제로 임명받고 또 아이랜드 주교로부터 로마에서 대리인으로 활동할 수 있도록 위임받았다. 동시에 ￼￼아일랜드의 크롬웰 전쟁￼￼(1649-53)에서 가톨릭이 패배하며 천주교의 공적행위가 금지되고 성직자들은 처형당했다. 그 결과, 올리브는 수 년간 아일랜드로 돌아가지 못했다. 그는 로마에 남기를 청원하며 1657년 신학 교수가 되었다. 영연방 시대와 찰스 2세가 물러난 첫 해 동안, 올리버는 성공적으로 아일랜드 가톨릭 교회의 명분을 호소했고 또 College of Propaganda Fide에서 신학을 가르쳤다. 그는 1669년 7월 9일 아마주의 대주교로 임명, 11월 30일 겐트에서 에우겐알베르트의 주교인 달라몬트 백작에 의해 성직되었다. 그는 1660년 영국 왕정복고의 시작으로 1670년 3월 7일에 다시 아일랜드 땅을 밟을 수 있었다. 따라서 팔리움은 1670년 7월 28일 추기경 회의에서 수여되었다.
아일랜드로 돌아온 후 그는 성직자들 사이에서 음주에 대해 다루었는데, "이 결함을 아이리시 사제에게서 없앤다면 가는 성자가 될 것이다."라고 썼다. 1660년의 브레다 선언을 통해 형법이 완화되었기에 올리버는 1670년에 드로이다에 예수회 대학교를 세울 수 있었다. 1년 뒤, 150명의 대학에 입학했고, 그 중 적어도 40명은 개신교 신자로 이 개학교대는 아일랜드에서 처음으로 종교가 통합된 학교였다. 그는 성공적으로 임기를 완수했고 4년 동안 48,000 명의 가톨릭 신자를 키웠다. 당시 더블린 정부, 특히 아일랜드의 귀족인 올몬드 공작( 가톨릭 부모의 개신교 아들)은 카톨릭 위계에 대해 관용을 넓혔고 이는 1670년대 중반까지 이어졌다.

## 구교도 음모 사건

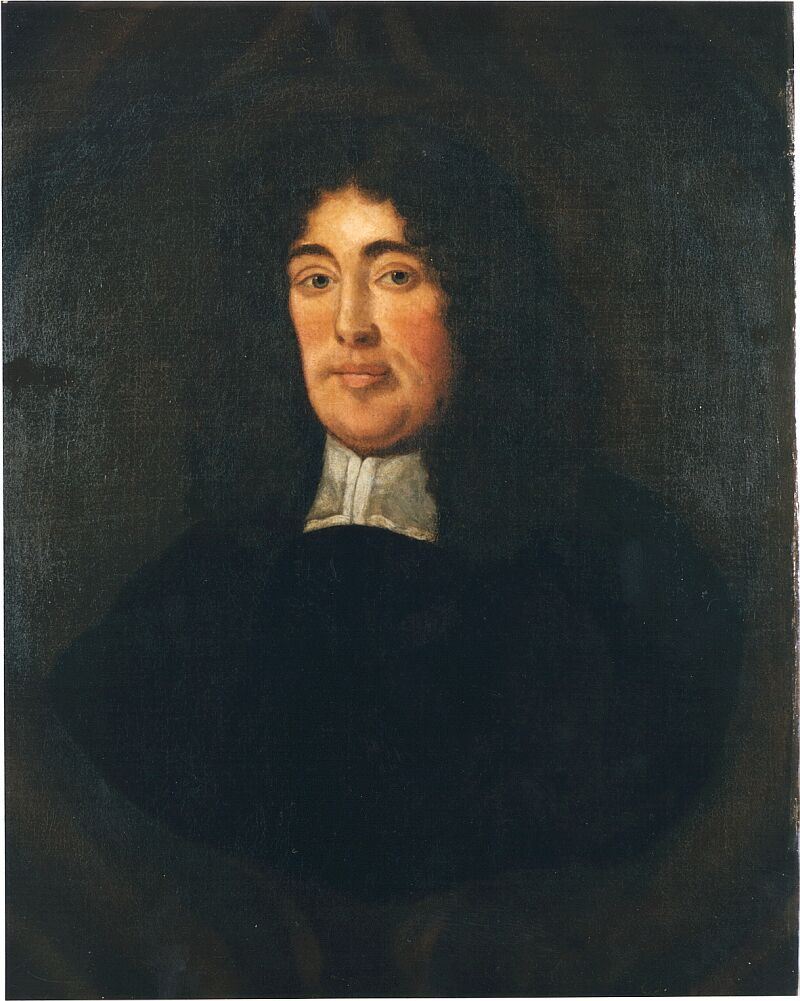
티투스 오티스, " 구교도 음모 사건"의 가해자

1673년 심사율을 제정하였지만 올리버 플런킷은 교리에 동의하지 않았고 이에 따라 학교는 문을 닫고 건물을 철허가게 되었다. 플런킷은 위장한 채 잠적하고, 망명 통관을 기다리기 위해 항구에 등록하라는 정부의 칙령을 거부했다. 그 후 몇 년 동안 그는 런던의 영국 정부로부터 압력을 받을 때를 제외하고, 가톨릭 주교들을 내버려두는 것을 선호한 더블린 정부 이후 대체로 평화롭게 남겨졌다.
1678년에 발생한 소위 구교도 음모 사건은 영국의 성직자인 티투스 오티스에 의해 날조되어 반 가톨릭 해위를 야기시켰다. 더블린의 대주교 피터 탈봇은 체포되었고 올리버는 또 다시 도망길에 올랐다. 영국 웨스트민스터에 있는 추밀원은 올리버가 프랑스 침략을 모의했다는 말을 들었다. 이 사건의 배후에는 1672-77년 아일랜드의 중위로 지냈고 오르몬드 공작의 신임을 깎아내리며 재직을 희망했던 최초의 에식스 백작 아서 카펠이 있었다고 한다. 하지만 에식스 백작은 무자비하거나 절조없는 사람이 하였고 나중에 자비를 간청한 것은 그가 플런켓이 실제로 죽어야 한다는 것을 결코 의도하지 않았음을 암시한다.

### 재판
비록 도망자 신세에다가 현상금까지 붙었지만 플런켓은 자신의 신도를 떠나지 않았다. 마지막으로 감금되기 전까지, 그는 카운티 루트의 킬라트리에 위치한 교회에서 숨어 지냈다. 플런킷은 1679년 겨울, 더블린에서 체포되었고 더블린 성에 수감되어 죽어가는 탤벗을 용서하였다. 플런켓은 던달크에서 프랑스 병사 2만 명을 국외로 불러들이려는 음모를 꾸몄다는 혐의와 7만 명을 지지하는 그의 성직자들에게 세금을 부과한 혐의로 재판을 받았다. 비록 이것이 증명되지는 않았지만, 정부계 일각에서는 1641년 아일랜드 반란의 반복이 계획되고 있을 가능성에 대해 우려했고, 어떤 경우든 이것은 플런켓에 대항하기 위한 편리한 핑계였다. 오르몬드 공작은 에식스 경이 자신을 깎아내리기 위해 위기를 이용하고 있다는 것을 알고 공공장소에서 플런켓트를 변호하지 않았다. 그러나 그는 개인적으로 플런켓의 결백에 대한 믿음과 그에 대한 정보원들에 대한 경멸을 분명히 했다: "은밀하게 취한 부랑자들... 과수원을 털 수 있는 학생은 없을 것이다"라고 말했다.

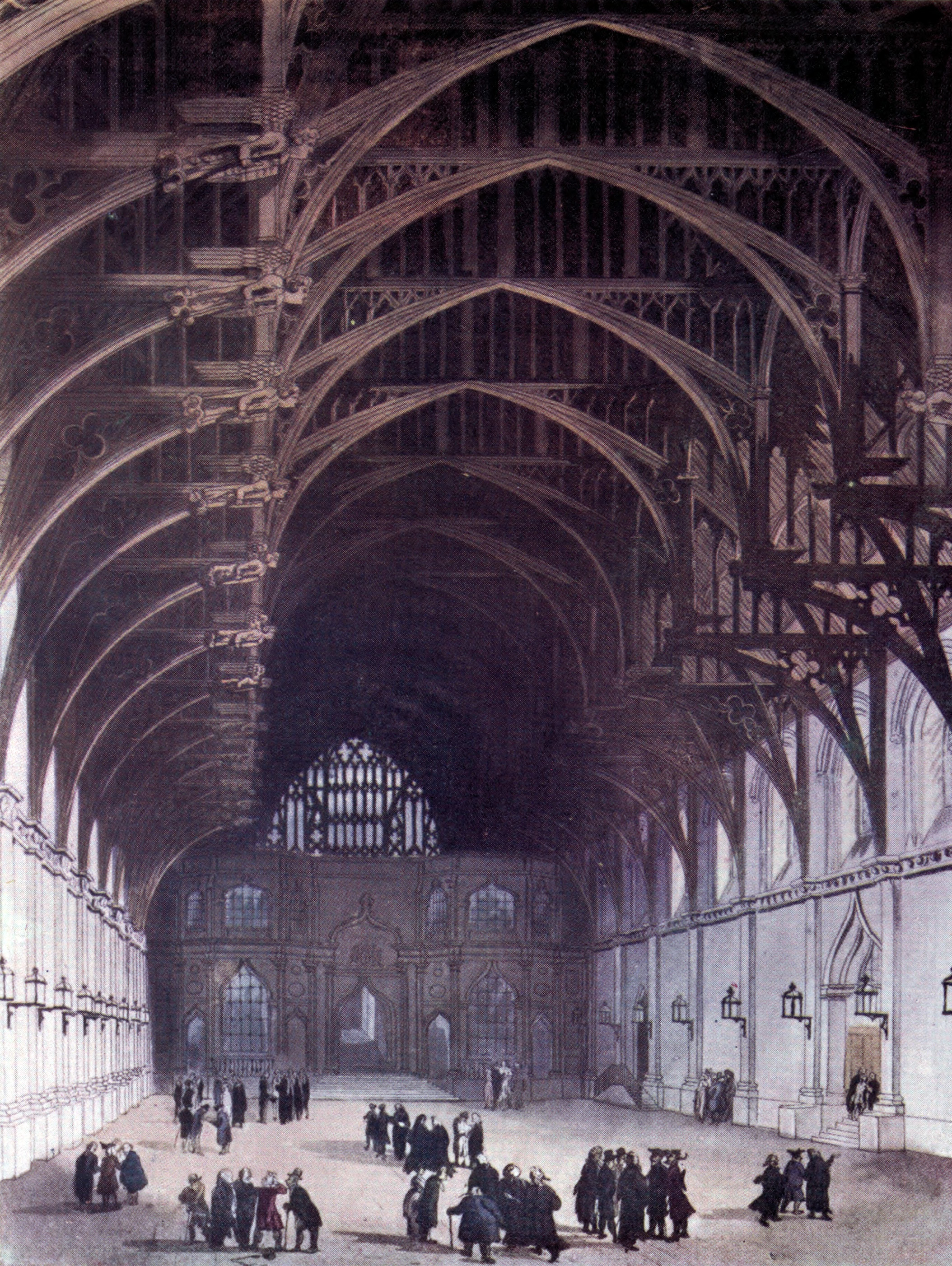
플런켓 재판이 실행된 웨스트민스터 홀

플런켓은 개신교 배심원단을 마주하는 것에 반대하지 않았지만, 검찰 증인들이 스스로 남자를 원하고 법정에 나오기를 두려워하면서 재판은 곧 취소되었다. 샤프트스베리 경은 플런켓이 배심원 구성과 관계없이 아일랜드에서 유죄판결을 받지 않을 것이라는 것을 알고 있었고, 플런켓도 웨스트민스터 홀에서 재판을 받기 위해 런던 뉴게이트 교도소로 이동했다. 첫 번째 대배심은 진실된 법안을 찾지 못했지만 그는 석방되지 않았다. 플런켓은 일반적으로 심각한 오심으로 간주되어왔다. 플런켓은 변호인을 변호하는 것을 거절당했고(휴 릴리가 그의 법률 고문 역할을 했지만), 변론 증인들을 모을 시간을 가졌고, 또한 그에게 불리한 증거를 제시할 사람들의 범죄 기록을 얻으려는 시도에서 좌절되었다. 그의 하인인 제임스 맥케나와 친척인 존 플런켓은 아일랜드로 돌아갔으며, 가능한 시간 내에 피고측을 위한 증인과 증거를 가져오는데 실패했다. 재판 과정에서 플런켓 대주교는 영국에서 그를 재판할 수 있는 법원의 권리에 대해 이의를 제기했고, 또한 증인들의 범죄 과거에도 관심을 끌었지만 소용이 없었다. 프란시스 펨버튼 대법원장은 플런켓에게 이렇게 말했다. "플런켓씨, 당신이 지금 여기서 말하고 이 연설을 하는 것은 헛된 일입니다. 당신 자신의 시간을 헛되이 낭비하지 마십시오. 이런 것들을 경시할수록 방어할 시간이 줄어들 겁니다."
스코틀랜드의 성직자이자 미래의 솔즈베리 주교인 길버트 버넷은 플런켓의 결백함을 의심하지 않았는데 플런켓은 플런켓은 플런켓이 오직 평화롭게 살기를 바랐고 신도들을 보살피기를 바랐던 현명하고 냉정한 사람이라고 칭송했다. 캠벨 경은 19세기에 글을 쓰면서 판사인 펨버튼에 대해 그 재판은 자신과 조국의 불명예라고 말했다. 보다 최근에 고등법원 판사 제임스 코미 경은 이것을 중대한 실수라고 불렀다. 플런켓은 그의 직책 덕택에 분명히 "가톨릭 신앙을 조장했다"고 유죄를 받았고, 프랑스인과 약간의 거래를 했을 수도 있지만, 그가 왕의 삶에 대해 음모를 꾸몄다는 증거는 전혀 없었다.

### 처형
플런켓 대주교는 1681년 6월 "로마 신앙을 고취한 죄"로 대역죄가 인정되어 사형 선고를 받았다. 대법원장은 판결문에서 "당신은 이 사건에서 신을 모독하기 위해 할 수 있는 한 최선을 다했다, 왜냐하면 당신의 반역죄의 밑바닥은 당신의 잘못된 종교를 세운 것이었기 때문이며, 그것은 세상에 하나님을 더 불쾌하게 하거나 인류를 더 해칠 만한 것이 없기 때문이다." 배심원들은 15분 만에 유죄 평결을 받고 돌아왔고, 플런켓 대주교는 "Deo Gratias(라틴어로 신에게 감사합니다"라고 대답했다.
자비를 바라는 수많은 탄원이 있었고 찰스 2세도 비록 암호화된 카톨릭 신자였지만, 플런켓을 살려주는 것은 정치적으로 너무 위험하다고 생각했다. 영국 주재 프랑스 대사 폴 바릴론은 그의 왕 루이 14세의 자비를 간청했다. 찰스는 그에게 솔직히 자신은 플런켓이 무죄라는 것을 알고 있지만, 그를 용서할 만큼 과감하게 한 걸음 내딛는 것은 시기상조라고 말했다. 에식스 경은 자신의 호기심이 무고한 사람을 비난하게 만든 것을 너무 늦게 깨달은 듯, 비슷한 자비를 간청했다. 일반적으로 가장 자기 통제력이 강한 왕은 에식스에게 이렇게 말하며 화를 냈다. "그의 피가 네 머리 위에 있다. 네가 그를 구할 수 있었지만, 나는 그를 구할 수 없었고 감히 그럴 수 없을 것이다."
플런켓은 1681년 7월 1일(NS 7월 11일) 타이번에서 교수형에 처해지고 시체를 4등분했는데, 그는 영국에서 마지막으로 순교한 가톨릭 순교자로 당시 55세였다. 그의 시신은 처음에 필즈 교회의 성 자일스 뜰에 있는 다섯 명의 예수회 옆에 있는 두 개의 양철상자에 묻혔다. 유해는 1683년 발굴돼 독일 힐데스하임 인근 람스프린지의 베네딕토 수도원으로 옮겨졌다. 머리는 로마로 옮겨졌고, 거기서 Eh 아르마로 옮겨졌으며, 결국 1921년 6월 29일부터 성 베드로 교회에서 쉬고 있는 드로게다로 옮겨졌다. 시신의 대부분은 오늘날 주요 부분이 위치한 영국의 하층 사원으로 옮겨졌고, 일부는 램스프린지에 남아 있었다.

## 유산

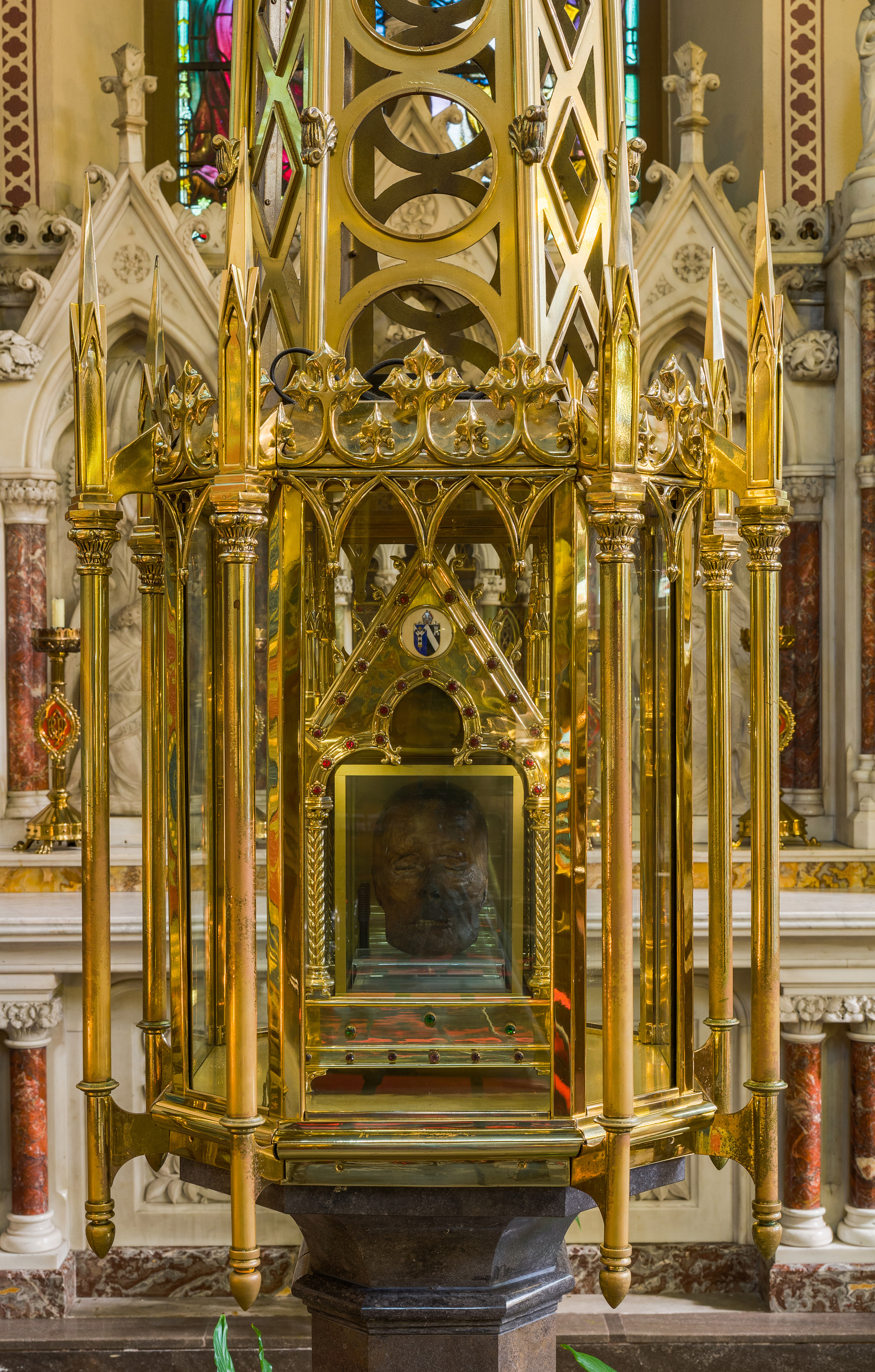
세인트 올리버 플런켓의 머리

올리버 플런켓은 1920년에 복식되었고 1975년에 시성되었으며, 거의 700년 동안 최초의 아일랜드의 새로운 성인이 되었으며, 아일랜드 순교자들 중 처음으로 복식되었다. 시성에서는 관습적인 두 번째 기적을 포기했다. 그 후 그는 1992년 교황 요한 바오로 2세에 의해 구타를 당한 17명의 다른 아일랜드 순교자들이 뒤따랐다. 그 중에는 더못 오헐리 대주교, 마가렛 볼, 웩스포드 순교자들이 있었다.
런던 클라팜 커먼에서 열린 세인트 올리버 플런켓의 집회와 미사는 하나의 구경거리로서 놀라운 승리였다. 더 커먼은 플런켓 순교 300주년을 기념하기 위해 사실상 인수되었다. 1981년 7월 1일 토마스 피아치 추기경, 20명의 주교들과 다수의 교전자들이 비계 보호소 아래에 무대를 설치했다. Ó Fiaich는 플런켓의 머리를 가진 헬리콥터를 타고 그곳으로 날아갔었다. 그 행사는 수천 명의 순례자들을 공원으로 끌어들였다.
1997년 아일랜드의 평화를 위한 기도 단체인 "평화와 화해를 위한 성 올리버 플런켓"에 의해 채택된 아일랜드의 평화와 화해를 위한 수호성인이 되었다.

### 올리버 플런켓 헌납식
종교 및 교회 사이트 :

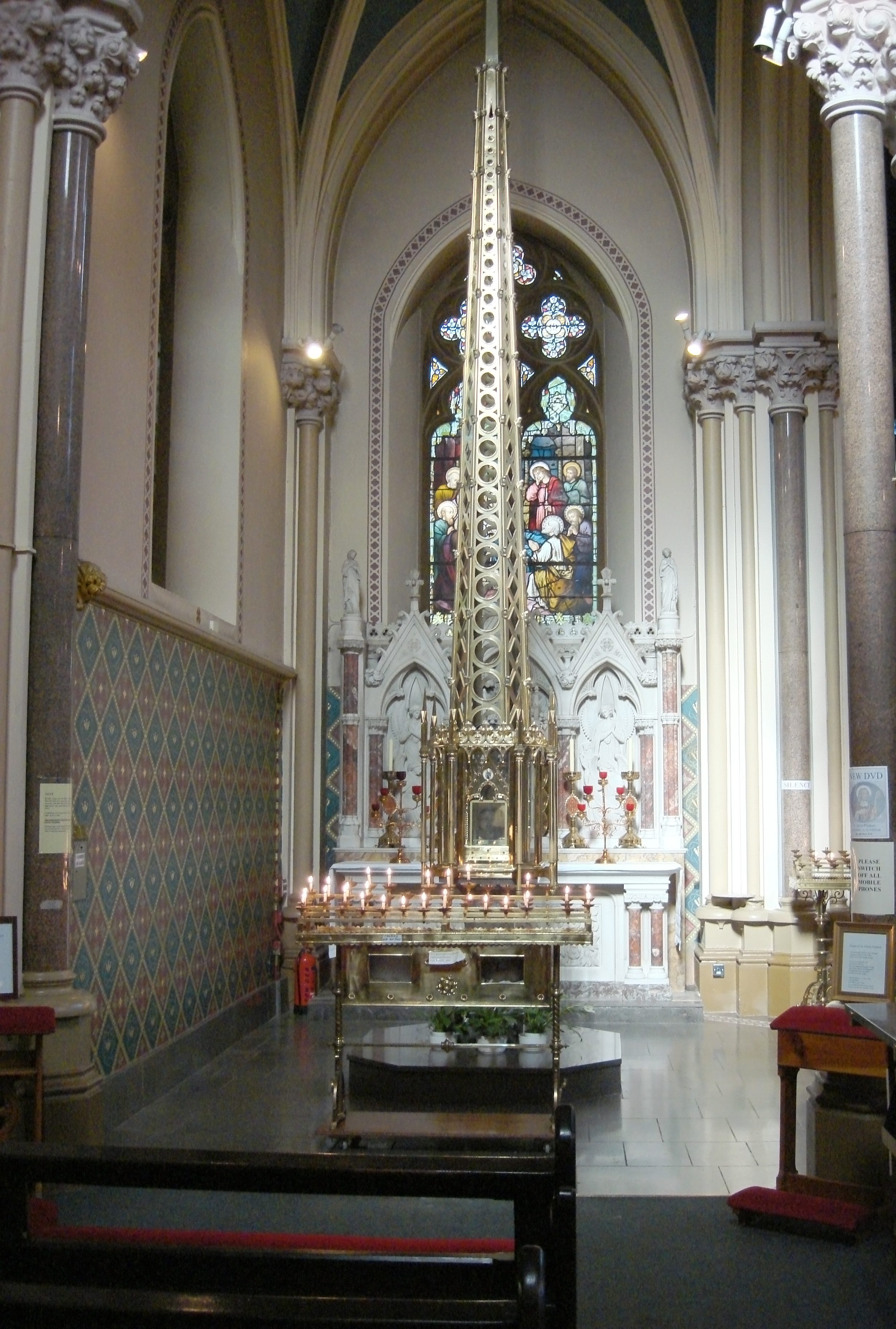
드로그헤다의 세인트 피터스에 있는 세인트 올리버 플런켓의 신사

- 세인트 올리버 플 런켓 교회, 카운티 앤 트림 다운 및 코너 교구
- 성 베드로 가톨릭 교회, 드로이다, 카운티 라우스주
- 세인트 루이스 교회, 블랙 락 카운티 라우스
- 세인트 올리버 플 런켓 교회, 킬 클론, 카운티 미스
- 카운티 골웨이, 렌 모어 세인트 올리버 플 런켓 교회
- 카운티 미스 의 신사
- 아래쪽 대 수도원, 서머셋
- 세인트 올리버 플런켓 교회, 스 넬빌, 조지아
- 올리버 플런켓 교구 펜실베이니아 프레 더릭 타운
- 세인트 올리버의 묘지, 코르크 도시, 카운티 코크
- 올리버 플런켓 교구, 캐논 힐 호주 퀸즐랜드
- 올리버 플런켓 교구, 해리스 파크, 뉴 사우스 웨일즈, 호주
- 올리버 플런켓 교구, 빅토리아, 오스트레일리아

### 유명 문화
- 해럴드 핀터의 소설에서 맥캔은 스탠리에게 "축복을 받은 올리버 플런켓은 어떻습니까?" 라고 물었다
- 돈리비의 소설 '진저맨'에서 세바스챤은 "축복 된 올리버"라는 이름을 반복해서 부르며 책 끝쪽에 성자의 머리 조각을 받았다
- 프랜시스 버크가 연기 한 데이비드 카프리 의 2001년 영화인 ' 노즈에서 나나는 큰 표본 항아리 안에 있는 원주민의 머리를 "올리버 플런켓 "이라고 언급했다.
- 콜린 베이트맨의 2004년 소설에서는 '올리버 플런켓의 머리를 가져 오십시오.'에서 그의 머리는 성 베드로 교회에서 도난당했다고 묘사했다

## 타임라인
- 1651년 3월 4일   – 톤수 및 소액 주문
- 1653년 12월 20일   – 보조직으로 성임 됨
- 1653년 12월 26일   – 집사로 성임 됨
- 1654년 1월 1일   – 로마에서 사제 로 성임 됨
- 1657년 11월   – 로마의 Propaganda College에서 신학 교수로 임명 됨
- 1669년 12월 1일   – 대주교로 봉헌
- 1670년 3월 7일   – 더블린의 링 센드에 상륙하여 23년 동안 자포 된 해외 망명
- 1679년 12월 6일   – 체포
- 1680년 7월 23일   – 시험
- 1680년 10월 24일   – 아일랜드에서 런던으로 이동
- 1681년 6월 8일   – 시험
- 1681년 6월 15일   – 사형 선고
- 1681년 7월 1일 ( OS ) = 1681년 7월 11일 (NS)   – 교수형, 인출, 분기 (국가에 대한 반역에 대한 처벌), 참수
- 1886년 12월 9일 선언 유서 깊은
- 1918년 3월 17일   – 순교 선언
- 오순절 일요일, 1920년 5월 23일   – 두들겨
- 1975년 10월 12일   – 정식

 본 문서에는 현재 퍼블릭 도메인에 속한 1913년 가톨릭 백과사전의 내용을 기초로 작성된 내용이 포함되어 있습니다.